# Le Garçon qui en savait trop
Le Garçon qui en savait trop (The Boy Who Knew Too Much) est le 20e épisode de la saison 5 de la série télévisée d'animation Les Simpson.

## Synopsis
À l'extérieur, il fait un temps magnifique. Pendant ce temps, Bart est coincé en classe sur une nouvelle chaise peu confortable. Il rédige alors un faux mot d'excuse et fait l'école buissonnière. Le principal Skinner, persuadé que le mot d'excuse est falsifié, va traquer Bart pour le prouver.
Dans sa fuite, Bart arrive à la fête d'anniversaire du neveu du maire : Freddy Quimby. Bart va être témoin d'une violence faite au serveur. La police arrive sur les lieux et Freddy Quimby est tout de suite accusé de l'avoir battu.
Bart, qui a été témoin de la scène, sait que Freddy est innocent, mais s'il témoigne Skinner saura alors qu'il a effectivement séché les cours, ce qu'il souhaite à tout prix prouver...